# Молодіжна збірна Німеччини з футболу
Молодіжна збірна Німеччини з футболу (нім. Deutsche Fußballnationalmannschaft (U-21-Männer)) — національна футбольна збірна, яка представляє Німеччину (раніше представляла ФРН) на молодіжних футбольних турнірах. Перший чемпіонат Європи виграла у 2009 році.

## Історія
Ще до об'єднання Німеччини існували дві окремі команди — збірні НДР і ФРН. Вони грали окремо до літа 1990 року. Згідно з регламентом УЄФА, з 1976 року молодіжною командою вважалася команда, де грають футболісти не старше 21 року. Тільки в 1982 році збірна ФРН вперше дебютувала на молодіжному чемпіонаті Європи. З моменту об'єднання Німеччини правонаступницею ФРН вважається поточна збірна Німеччини.

## Виступи на міжнародних турнрах

### Молодіжний чемпіонат Європи до 23 років
Західна Німеччина
- 1972: 1/4 фіналу.
- 1974: Не кваліфікувалась.
- 1976: Не брала участі.

Східна Німеччина
- 1972: Не кваліфікувалась.
- 1974: Віце-чемпіони. 3-2, 0-4 проти Угорщини
- 1976: Не кваліфікувалась.

### Молодіжний чемпіонат Європи до 21 року
Західна Німеччина
- 1978: Не брала участі.
- 1980: Не брала участі.
- 1982: Віце-чемпіони.
- 1984: Півфінал.
- 1986: Не кваліфікувалась.
- 1988: 1/4 фіналу.
- 1990: 1/4 фіналу.

Східна Німеччина
- 1978: Віце-чемпіони. 0-1, 4-4 проти Югославії
- 1980: Віце-чемпіони. 0-0, 0-1 проти СРСР
- 1982: Не кваліфікувалась.
- 1984: Не кваліфікувалась.
- 1986: Не кваліфікувалась.
- 1988: Не кваліфікувалась.
- 1990: Не кваліфікувалась.

Об'єднана Німеччина
- 1992: 1/4 фіналу.
- 1994: Не кваліфікувалась.
- 1996: 1/4 фіналу.
- 1998: 1/4 фіналу.
- 2000: Не кваліфікувалась.
- 2002: Не кваліфікувалась.
- 2004: Груповий етап.
- 2006: Груповий етап.
- 2007: Плей-оф
- 2009: Чемпіон
- 2011: Не кваліфікувалась.
- 2013: Груповий етап
- 2015: Півфінал
- 2017: Чемпіон
- 2019: Срібний призер
- 2021: Чемпіон
- 2023: Груповий етап.
- 2025: Срібний призер

## Досягнення
- Молодіжний чемпіонат світу:
  -  Чемпіон (1): 1981
  -  Віце-чемпіон (1): 1987

- Молодіжний чемпіонат Європи:
  -  Чемпіон (3): 2009, 2017, 2021
  -  Віце-чемпіон (3): 1982, 2019, 2025
  -  3-є місце (1): 2015